# Brazilian Top Team
Pour les articles homonymes, voir BTT.
La Brazilian Top Team (BTT) est une académie de combat libre spécialisée dans le Jiu Jitsu brésilien et la boxe. L'académie a été fondée en avril 2000 par Murilo Bustamante, Ricardo Libório, Mário Sperry et Luis Roberto Duarte, tous anciens membres de la Carlson Gracie Academy. Leur volonté était de se regrouper pour profiter de l'émulation et de développer de nouvelles techniques d'entrainement avec du cross training en Muay Thai, Lutte, Boxe et bien sûr Jiu Jitsu brésilien.
En avril 2002, la BTT a inauguré un nouveau centre d'entrainement professionnel pour former des combattants au combat libre. Dans ce nouveau centre, les athlètes peuvent trouver des professeurs de chaque discipline et un encadrement optimal.

## Combattants notables
- Murilo Bustamante : champion des poids moyens de l'UFC, compétiteur au sein du Pride FC et de l'UFC
- Mario Sperry : compétiteur au Pride FC
- Antônio Rodrigo Nogueira : champion des poids lourds du Pride FC et champion intérimaire des poids lourds de l'UFC
- Ricardo Arona
- Antônio Rogério Nogueira
- Paulo Filho : champion des poids moyens du WEC
- Anderson Silva : champion des poids moyens de l'UFC
- Antônio Silva
- Rousimar Palhares